# Саланксові
Саланксові (Salangidae) — родина риб, поширених у прісноводних водоймах Південно-Східної Азії, хоча деякі види прохідні, проводячи велику частину свого життя в прибережних водах, і тільки заходять в річки на нерест.
Вони мають напівпрозорі або прозорі тіла. Голова сильно сплющена і має численні зуби. Характерний тонкий спинний плавець і дуже короткий хвостовий плавець. Це маленькі риби, як правило, близько 8 см, максимум 16 сантиметрів. Їх використовують для харчування в Східній Азії.